# Piekielna zemsta
Piekielna zemsta (ang. Drive Angry) – amerykański film akcji, thriller w reżyserii Patricka Lussiera z 2011 roku. W rolach głównych wystąpili Nicolas Cage i Amber Heard.
Zdjęcia do filmu rozpoczęły się w marcu 2010 i zakończyły się w kwietniu, tego samego roku, kręcony w miastach Minden, Plain Dealing i Shreveport, w stanie Luizjana (USA)..

## Opis fabuły
John Milton (Nicolas Cage) ma trzy dni aby uratować wnuczkę przed sektą, która chce poświęcić ją podczas najbliższej pełni księżyca. W poszukiwaniu dziewczyny pomaga mu Piper (Amber Heard), kelnerka.

## Obsada
- Nicolas Cage jako Milton
- Amber Heard jako Piper
- William Fichtner jako księgowy
- Katy Mixon jako Norma Jean
- David Morse jako Webster
- Billy Burke jako Jonah King
- Christa Campbell jako Mona Elkins
- Charlotte Ross jako Candy
- Tom Atkins jako Cap
- Kendrick Hudson jako Burly
- Simone Williams jako Leopard Lady